# Spartak-Stadion (Babrujsk)
Das Spartak-Stadion (belarussisch стадыён «Спартак», russisch Стадион «Спартак») in der belarussischen Stadt Babrujsk wurde im April 1934 eröffnet. 2004 und 2006 fanden umfangreiche Umbauten statt. In der nun 3.709 Zuschauern Platz bietenden Anlage gibt es den UEFA-Anforderungen gemäß nur noch Kunststoffsitze. Ein Teil der Plätze ist überdacht.
Der Belschyna Babrujsk trägt in diesem Stadion seine Heimspiele aus.